# شركة السودة للتطوير
شركة السودة للتطوير هي شركة مساهمة محدودة سعودية مملوكة بالكامل لصندوق الاستثمارات العامة، أطلقها الأمير محمد بن سلمان في 24 فبراير 2021 باستثمارات بقيمة تقدر بـ11 مليار ريال سعودي، تهدف إلى الاستثمار في البنية التحتية في منطقة السودة في مدينة أبها وأجزاء من محافظة رجال ألمع في منطقة عسير جنوب غرب المملكة العربية السعودية، وتطويرهما وجعلهما وجهة جبلية سياحية تستقطب مليوني زائر محلي ودولي سنويا بحلول عام 2030، بالشراكة مع المستثمرين والقطاعين العام والخاص. كما تساهم الشركة في زيادة إجمالي الناتج المحلي تراكميا بـ 29 مليار ريال، وستعمل الشركة على تطوير 2700 غرفة فندقية، و1300 وحدة سكنية، وتطوير القطاعين السياحي والترفيهي بأكثر من 30 مشروعا نوعيا، وإيجاد 8000 فرصة وظيفة مباشرة وغير مباشرة بحلول عام 2030.

## المميزات
تتميز منطقة السودة ورجال ألمع بطبيعتها الخلابة وأجوائها المعتدلة ومرتفعاتها الشاهقة، حيث تضم السودة أعلى قمة في المملكة العربية السعودية بارتفاع يصل لـ 3015 متر عن سطح البحر.

## أعضاء مجلس الإدارة
- الأمير محمد بن سلمان بن عبد العزيز آل سعود - رئيس مجلس الإدارة
- الأمير بدر بن عبد الله بن فرحان آل سعود - نائب رئيس مجلس الإدارة
- المهندس إبراهيم بن محمد السلطان - عضو مجلس الإدارة
- الأستاذ فهد بن عبد المحسن الرشيد - عضو مجلس الإدارة
- الأستاذ أيمن بن محمد المديفر - عضو مجلس الإدارة

## مخطط مشروع قمم السودة
في 25 سبتمبر 2023، أطلق ولي العهد الأمير محمد بن سلمان بن عبدالعزيز آل سعود، رئيس مجلس الوزراء رئيس مجلس إدارة شركة السودة للتطوير، المخطط العام لمشروع تطوير السودة وأجزاء من رجال ألمع تحت مسمى "قمم السودة"، الذي يهدف إلى تطوير وجهة جبلية سياحية فاخرة.

### الموقع
تقع قمم السودة فوق أعلى قمة في المملكة العربية السعودية على ارتفاع يصل إلى 3015م عن سطح البحر، في منطقة عسير جنوب غرب السعودية. على مساحة كبيرة من الغابات والجبال التي تمتد لأكثر من 627 كم² مع مساحة بناء لا تتجاوز 1% منها.

### الأهمية
تعكس قمم السودة الوجه الجديد للسياحة الجبلية الفاخرة من خلال توفير تجربة معيشية غير مسبوقة، ويساهم المشروع في تحقيق مستهدفات رؤية السعودية 2030 وتنمية القطاع السياحي والترفيهي، ودعم النمو الاقتصادي من خلال المساهمة في زيادة إجمالي الناتج المحلي التراكمي بأكثر من 29 مليار ريال، وتوفير آلاف الوظائف.
ويوفر مشروع "قمم السودة" خدمات الضيافة الفاخرة لمليوني زائر على مدار العام، كما سيعتمد المخطط العام في تصاميمه على الهوية العمرانية المحلية.

### مناطق المشروع
يضم المشروع 6 مناطق رئيسة، وهي: تَهْلَل، سَحَاب، سَبْرَة، جَرين، رجال، الصخرة الحمراء، تتنوع مرافقها بين الفنادق والمنتجعات الجبلية الفاخرة، والقصور والوحدات السكنية، بالإضافة إلى نقاط الجذب الترفيهية والرياضية والثقافية، وسيتم تطوير 2700 غرفة فندقية، و 1336 وحدة سكنية، و 80 ألف متر مربع من المساحات التجارية، بحلول عام 2033.
| وجهات | وجهات  | وجهات          | وجهات        | وجهات                                                |
| م     | الشعار | الوجهة         | المساحة (م2) | الموقع الإلكتروني                                    |
| ----- | ------ | -------------- | ------------ | ---------------------------------------------------- |
| 1     |        | الصخرة الحمراء | 40,382       | https://www.soudahpeaks.com/ar/master-plan/red-rock/ |
| 2     |        | تهلل           | 766,086      | https://www.soudahpeaks.com/ar/master-plan/tahlal/   |
| 3     |        | سحاب           | 57,212       | https://www.soudahpeaks.com/ar/master-plan/sahab/    |
| 4     |        | سبرة           | 155,608      | https://www.soudahpeaks.com/ar/master-plan/sabrah/   |
| 5     |        | جرين           |              | https://www.soudahpeaks.com/ar/master-plan/jareen/   |
| 6     |        | رجال           | 14,713       | https://www.soudahpeaks.com/ar/master-plan/rijal/    |

### المراحل
يتكون المخطط العام لقمم السودة من 3 مراحل رئيسة، و من المتوقع أن تكتمل المرحلة الأولى في عام 2027، وتتضمن تطوير 940 غرفة فندقية و391 وحدة سكنية و32 ألف متر مربع من المساحات التجارية.

## وصلات خارجية
- الموقع الرسمي